# Ungleichung von Cantelli
Die Ungleichung von Cantelli ist eine elementare stochastische Ungleichung, die auf den italienischen Mathematiker Francesco Paolo Cantelli  zurückgeht. Sie ist verwandt mit der tschebyschow-markowschen Ungleichung  und liefert eine einseitige Abschätzung für die Wahrscheinlichkeit, dass eine  reelle Zufallsvariable ihren Erwartungswert um eine positive Zahl übersteigt.

## Formulierung der  Ungleichung
Die Cantellische Ungleichung lässt sich angeben wie folgt:
Gegeben seien ein Wahrscheinlichkeitsraum {\displaystyle (\Omega ,{\mathcal {A}},\operatorname {P} )} und eine reelle Zufallsvariable {\displaystyle X\colon (\Omega ,{\mathcal {A}},\operatorname {P} )\to \mathbb {R} }.
{\displaystyle X}  besitze ein endliches zweites Moment:
{\displaystyle \operatorname {E} (X^{2})<{\infty }}.
Weiter gegeben sei eine reelle Zahl {\displaystyle c>0}.
Dann besteht die Ungleichung
{\displaystyle \operatorname {P} {\bigl (}X\geq \operatorname {E} (X)+c{\bigr )}\leq {\frac {\operatorname {V} (X)}{c^{2}+\operatorname {V} (X)}}}.

## Beweis der Ungleichung
Der Darstellung von Klaus D. Schmidt folgend lässt sie sich folgendermaßen herleiten:

### Schritt 1
Man setzt 
{\displaystyle Z=X-{\operatorname {E} (X)}} .  
Dann ist zunächst
{\displaystyle \operatorname {E} (Z)=0}
und weiter
{\displaystyle \operatorname {V} (Z)=\operatorname {V} (X)=\operatorname {E} {\bigl (}Z^{2}{\bigr )}} .  

### Schritt 2
Hat man nun eine (zunächst beliebige) reelle Zahl {\displaystyle t>-c}, so ergibt sich, insbesondere wegen der tschebyscheff-markowschen Ungleichung für höhere Momente,  die folgende Ungleichungskette:
{\displaystyle {\begin{aligned}\operatorname {P} {{\bigl (}X\geq {\operatorname {E} {\bigl (}X{\bigr )}+c}{\bigr )}}&=\operatorname {P} {\bigl (}Z\geq c{\bigr )}\\&=\operatorname {P} {\bigl (}Z+t\geq c+t{\bigr )}\\&\leq \operatorname {P} {\bigl (}|Z+t|\geq c+t{\bigr )}\\&\leq {\frac {\operatorname {E} {\bigl (}{(Z+t)}^{2}{\bigr )}}{{(c+t)}^{2}}}\\&={\frac {\operatorname {E} {\bigl (}Z^{2}{\bigr )}+t^{2}}{{(c+t)}^{2}}}\\&={\frac {{\operatorname {V} (Z)}+t^{2}}{(c+t)^{2}}}\\&={\frac {{\operatorname {V} (X)}+t^{2}}{(c+t)^{2}}}.\end{aligned}}}

### Schritt 3
Insbesondere für die reelle Zahl 
{\displaystyle t_{0}={\frac {\operatorname {V} (X)}{c}}}
gilt nach Schritt 2:
{\displaystyle {\begin{aligned}\operatorname {P} {{\bigl (}X\geq {\operatorname {E} (X)+c}{\bigr )}}&\leq {\frac {{\operatorname {V} (X)}+{t_{0}}^{2}}{(c+{t_{0}})^{2}}}\\&={\frac {{\operatorname {V} (X)}+{\frac {{\operatorname {V} (X)}^{2}}{c^{2}}}}{{(c+{\frac {\operatorname {V} (X)}{c}})}^{2}}}\\&={\frac {{c^{2}}\cdot {\operatorname {V} (X)}+{{\operatorname {V} (X)}^{2}}}{{{c^{2}}\cdot (c+{\frac {\operatorname {V} (X)}{c}})}^{2}}}\\&={\frac {{\operatorname {V} (X)}\cdot {{\bigl (}{c^{2}}+{{\operatorname {V} (X)}{\bigr )}}}}{{({c^{2}}+{\operatorname {V} (X)})}^{2}}}\\&={\frac {\operatorname {V} {{\bigl (}X{\bigr )}}}{c^{2}+{\operatorname {V} (X)}}}\\\end{aligned}}}   .
Damit ist alles bewiesen.